# Chamberlain Island
Chamberlain Island är en ö i Kanada.   Den ligger i territoriet Nunavut, i den östra delen av landet, 2 100 km norr om huvudstaden Ottawa. Arean är 21,4 kvadratkilometer.
Terrängen på Chamberlain Island är platt. Öns högsta punkt är 77 meter över havet. Den sträcker sig 5,5 kilometer i nord-sydlig riktning, och 9,1 kilometer i öst-västlig riktning.